# Гуминская, Леся Александровна
Леся Александровна Гуминская (укр. Леся Олександрівна Гуминська; род. 1980) — украинская спортсменка-тяжелоатлет (пауэрлифтинг); Мастер спорта международного класса (1997), Заслуженный мастер спорта Украины (2003).

## Биография
Родилась 26 июля 1980 года в Херсоне Украинской ССР.
Спортом занималась уже в школе. В 1998—2004 годах выступала за спортивный клуб «Вингс-спорт» (Мариуполь, Донецкая область) в весовой категории 67,5 кг. Её тренерами были И. Збандут и С. Романенко. Первым тренером Леси был Александр Плевако.
Леся Гуминская была неоднократной чемпионкой Украины (1999—2004); серебряной призёркой первенств мира 1999 и 2000 годов; абсолютной чемпионкой мира среди юниоров в 2000 году; серебряной призёркой чемпионатов мира (тяга) в 1999, 2002, 2003 и 2004 годах и Европы в 2002 году; бронзовой призёркой чемпионата мира 2004 года и серебряной призёркой (троеборье) чемпионата Европы 2004 года.
После окончания спортивной карьеры Л. А. Гуминская работала в тренажерном комплексе Херсонского морского порта.